# Crowhurst, East Sussex
Crowhurst är en ort och civil parish i Storbritannien.   Den ligger i grevskapet East Sussex och riksdelen England, i den södra delen av landet, 80 km sydost om huvudstaden London. Crowhurst ligger 35 meter över havet och antalet invånare är 859.
Terrängen runt Crowhurst är platt. Havet är nära Crowhurst söderut.  Närmaste större samhälle är Eastbourne, 19,6 km sydväst om Crowhurst. Trakten runt Crowhurst består i huvudsak av gräsmarker.